# Grylloblatta occidentalis
Grylloblatta occidentalis är en insektsart som beskrevs av Filippo Silvestri 1931. Grylloblatta occidentalis ingår i släktet Grylloblatta och familjen Grylloblattidae. Inga underarter finns listade i Catalogue of Life.